# Giovanni Battista Rospigliosi (principe 1724)
Giovanni Battista Rospigliosi, IV principe Rospigliosi e IV duca di Zagarolo (Roma, 24 giugno 1724 – Roma, 20 maggio 1784), è stato un nobile italiano.

## Biografia
Figlio di Clemente Domenico Rospigliosi, II principe Rospigliosi e di sua moglie, Giustina Borromeo Arese, Giovanni Battista nacque a Roma nel 1724. Per parte di suo padre era imparentato con papa Clemente IX, mentre per parte di sua madre era imparentato coi cardinali San Carlo Borromeo e Federigo Borromeo.
Suo fratello e predecessore come principe, Camillo, sin dalla morte del loro padre, lo aveva delegato in buona parte all'amministrazione degli affari di famiglia, preferendo di gran lunga la vita agiata del ricco possidente. Alla morte di Camillo, celibe e senza figli, nel 1769, Giovanni Battista gli succedette quale suo erede universale.
Ingrandì ulteriormente la collezione artistica ed i tenimenti del defunto fratello e continuò nell'operato di amministrazione delle campagne nelle tenute di famiglia.
Morì a Roma il 20 maggio 1784.

## Matrimonio e figli
Giovanni Battista sposò il 27 agosto 1753 a Roma la nobile Eleonora Maria Caffarelli (1729 - 1795), figlia di Baldassarre Caffarelli, VI duca d'Assergi, e di sua moglie Costanza Mattei dei duchi di Giove. Da questa unione nacquero:
- Marianna (18 agosto 1754 - 1756)
- Giuseppe (1755 - 1833), V principe Rospigliosi, V duca di Zagarolo, sposò nel 1775 Maria Ottavia Odescalchi
- Luigi (9 ottobre 1756 - 23 dicembre 1835), assunse il cognome Rospigliosi-Pallavicini ed ereditò il principato di Gallicano; sposò nel 1780 Maria Ippolita Sanseverino dei principi di Bisignano
- Anna Costanza (8 aprile 1758 - 1828), sposò nel 1785 Cesare Mirabello

## Albero genealogico
|                                                        |                                           |                                             | Genitori                                   |  |  | Nonni |  |  | Bisnonni                     |  |  | Trisnonni            |  |
|                                                        |                                           |                                             |                                            |  |  |       |  |  | Camillo Domenico Rospigliosi |  |  | Girolamo Rospigliosi |  |
|                                                        |                                           |                                             |                                            |  |  |       |  |  | Camillo Domenico Rospigliosi |  |  | Girolamo Rospigliosi |  |
|                                                        |                                           | Maddalena Caterina Rospigliosi              |                                            |  |  |       |  |  | Camillo Domenico Rospigliosi |  |  |                      |  |
| Giovanni Battista Rospigliosi, I principe Rospigliosi  |                                           |                                             |                                            |  |  |       |  |  | Camillo Domenico Rospigliosi |  |  |                      |  |
|                                                        |                                           | Lucrezia Cellesi                            | Teodoro Cellesi                            |  |  |       |  |  |                              |  |  |                      |  |
|                                                        |                                           | Lucrezia Cellesi                            | Teodoro Cellesi                            |  |  |       |  |  |                              |  |  |                      |  |
|                                                        |                                           | Lucrezia Cellesi                            | Caterina Vinta                             |  |  |       |  |  |                              |  |  |                      |  |
| Clemente Domenico Rospigliosi, II principe Rospigliosi |                                           | Lucrezia Cellesi                            |                                            |  |  |       |  |  |                              |  |  |                      |  |
|                                                        |                                           | Giovanni Stefano Pallavicini                | Niccolò Pallavicini                        |  |  |       |  |  |                              |  |  |                      |  |
|                                                        |                                           | Giovanni Stefano Pallavicini                | Niccolò Pallavicini                        |  |  |       |  |  |                              |  |  |                      |  |
|                                                        |                                           | Giovanni Stefano Pallavicini                | Maria Lomellini                            |  |  |       |  |  |                              |  |  |                      |  |
| Maria Camilla Pallavicini                              |                                           | Giovanni Stefano Pallavicini                |                                            |  |  |       |  |  |                              |  |  |                      |  |
|                                                        |                                           | Livia de' Franchi Toso                      | Giacomo De Franchi Toso                    |  |  |       |  |  |                              |  |  |                      |  |
|                                                        |                                           | Livia de' Franchi Toso                      | Giacomo De Franchi Toso                    |  |  |       |  |  |                              |  |  |                      |  |
|                                                        |                                           | Livia de' Franchi Toso                      | Maria Giustiniani Longo                    |  |  |       |  |  |                              |  |  |                      |  |
| Giovanni Battista Rospigliosi, IV principe Rospigliosi |                                           | Livia de' Franchi Toso                      |                                            |  |  |       |  |  |                              |  |  |                      |  |
|                                                        | Renato II Borromeo, IV marchese di Angera | Carlo III Borromeo, III marchese di Angera  |                                            |  |  |       |  |  |                              |  |  |                      |  |
|                                                        | Renato II Borromeo, IV marchese di Angera | Carlo III Borromeo, III marchese di Angera  |                                            |  |  |       |  |  |                              |  |  |                      |  |
|                                                        | Renato II Borromeo, IV marchese di Angera | Isabella d'Adda                             |                                            |  |  |       |  |  |                              |  |  |                      |  |
| Carlo Borromeo Arese, V marchese di Angera             | Renato II Borromeo, IV marchese di Angera |                                             |                                            |  |  |       |  |  |                              |  |  |                      |  |
|                                                        |                                           | Giulia Arese                                | Bartolomeo III Arese                       |  |  |       |  |  |                              |  |  |                      |  |
|                                                        |                                           | Giulia Arese                                | Bartolomeo III Arese                       |  |  |       |  |  |                              |  |  |                      |  |
|                                                        |                                           | Giulia Arese                                | Lucrezia Homodei                           |  |  |       |  |  |                              |  |  |                      |  |
| Giustina Borromeo Arese                                |                                           | Giulia Arese                                |                                            |  |  |       |  |  |                              |  |  |                      |  |
|                                                        |                                           | Maffeo Barberini, II principe di Palestrina | Taddeo Barberini, I principe di Palestrina |  |  |       |  |  |                              |  |  |                      |  |
|                                                        |                                           | Maffeo Barberini, II principe di Palestrina | Taddeo Barberini, I principe di Palestrina |  |  |       |  |  |                              |  |  |                      |  |
|                                                        |                                           | Maffeo Barberini, II principe di Palestrina | Anna Colonna                               |  |  |       |  |  |                              |  |  |                      |  |
| Camilla Barberini                                      |                                           | Maffeo Barberini, II principe di Palestrina |                                            |  |  |       |  |  |                              |  |  |                      |  |
|                                                        |                                           | Olimpia Giustiniani                         | Andrea Giustiniani                         |  |  |       |  |  |                              |  |  |                      |  |
|                                                        |                                           | Olimpia Giustiniani                         | Andrea Giustiniani                         |  |  |       |  |  |                              |  |  |                      |  |
|                                                        |                                           | Olimpia Giustiniani                         | Anna Maria Flaminia Pamphilj               |  |  |       |  |  |                              |  |  |                      |  |
|                                                        |                                           | Olimpia Giustiniani                         |                                            |  |  |       |  |  |                              |  |  |                      |  |